# Microsoft Windows 10 IoT
Windows 10 IoT（ウィンドウズ テン アイオーティー）は、マイクロソフトが開発およびリリースしている、Windowsシリーズに属するエンベデッドシステム用の組み込みオペレーティングシステム (OS) である。IoTはInternet of Things、モノのインターネットの意。
Windows 11 IoTがWindows 11の登場とほぼ同時の2021年10月にWindows 10 IoTの後継としてマイクロソフトよりリリースされている。

## 概要
従来、組み込み向けWindowsはWindows Embeddedのブランドで提供されてきたが、2015年のデスクトップ向けWindows 10のリリースに合わせて、Windows 10 カーネルで動作する組み込み向けOS製品は Windows 10 IoT と呼ばれることになった。
Windows 10、Windows 10 MobileおよびWindows 10 IoTでは、(プラットフォーム独自の機能を除いて) ユニバーサルWindowsプラットフォーム (UWP) として記述された同一のアプリを動かすことができる。一方、組み込みデバイスの世界においてもクラウドの重要性は増しており、マイクロソフトでは Windows 10 IoT に呼応する概念として、Azure IoTというクラウド側のソリューションも提案している。
コードネームは「Threshold（スレッショルド）」（ビルド 10586まで）および「Redstone（レッドストーン）」（ビルド 11099から）。

## エディション
IoT Enterprise
Windows 10 Enterpriseがベース。ロックダウンなどのいくつかの機能が追加されており、安定稼働が重視されるATMやPOSシステムなどの産業用機器に対応。イメージ生成にはデスクトップ向けと同じAIKを利用する。初期リリースでは SKU は Long-Term Servicing Branch (LTSB)しか提供されていなかったが二回目のリリースで Current Branch for Business (CBB)が追加された。
IoT Core Services
Server IoT
Windows Serverがベース。Server 2019から提供されている。

### 廃止されたエディション
IoT Core
小型IoTデバイスに対応。従来のWindows CE系、Windows Embedded Compact 2013の後継にあたる。Windows 10 カーネルを利用しつつ機能を最小限とし、Raspberry Pi 2 や Intel Atom E38xx クラスのハードウェアで動作可能にしたもの。ディスプレイがないデバイスもサポートする。
バージョン1511まではシングルボードコンピュータ向けのビルドは非商用目的であれば無償で入手、利用ができた（2016年4月現在、Raspberry Pi 2, Raspberry Pi 3, MinnowBoard Max, DragonBoard 410cをサポート）。バージョン1607からは目的を問わず無償で利用できる。
バージョン1809までの提供となったが、IoT Core Services にて引き続きサポートされている。
IoT Core Pro
バージョン1607まで存在したOEM 専用 SKU。アップグレードを延期する機能（Current Branch for Business (CBB)）がある。それ以外の機能は IoT Core と共通。
IoT Mobile Enterprise
Windows 10 Mobile Enterpriseがベース。長期間のサポートを必要とする企業向けのスマートフォンや小型タブレットに対応。Windows Embedded Handheld の後継製品。

## IoT Coreのバージョン履歴
Windows 10 IoT CoreおよびWindows 10 IoT Core Proのバージョン履歴。

### Windows Insider Preview Branch (WIPB)
| Windows Insider Preview Branch (WIPB) | Windows Insider Preview Branch (WIPB) | Windows Insider Preview Branch (WIPB) |
| バージョン ビルド                     | リリース日                            | ハイライト                            |
| ------------------------------------- | ------------------------------------- | ------------------------------------- |
| ? ビルド ?                            | 2015年4月29日                         |                                       |
| ? ビルド ?                            | 2015年5月12日                         |                                       |
| 10.0.10152 ビルド 10152.0             | 2015年6月24日                         |                                       |
| 10.0.10240 ビルド 10240.0             | 2015年7月29日                         |                                       |
| 10.0.10531 ビルド 10531.0             | 2015年9月25日                         |                                       |
| 10.0.10556 ビルド 10556.0             | 2015年10月15日                        |                                       |
| 10.0.10586 ビルド 10586.0             | 2015年12月3日                         |                                       |
| 10.0.11099 ビルド 11099               | 2016年1月                             |                                       |
| 10.0.14262 ビルド 14262               | 2016年2月                             |                                       |

### 半期チャネル（ターゲット指定）／ Current Branch(CB)
| 半期チャネル（ターゲット指定）／ Current Branch(CB) | 半期チャネル（ターゲット指定）／ Current Branch(CB) | 半期チャネル（ターゲット指定）／ Current Branch(CB) | 半期チャネル（ターゲット指定）／ Current Branch(CB) |
| バージョン                                          | OS ビルド                                           | リリース日                                          | 別名                                                |
| --------------------------------------------------- | --------------------------------------------------- | --------------------------------------------------- | --------------------------------------------------- |
| 1507                                                | 10240                                               | 2015年8月10日                                       |                                                     |
| 1511                                                | 10586                                               | 2015年12月3日                                       | November Update                                     |
| 1607                                                | 14393                                               | 2016年8月                                           | Anniversary Update                                  |
| 1703                                                | 15063                                               | 2017年4月                                           | Creators Update                                     |
| 1709                                                | 16299                                               | 2017年10月                                          | Fall Creators Update                                |
| 1803                                                | 17134                                               | 2018年4月                                           | April 2018 Update                                   |
| 1809                                                | 17763                                               | 2018年10月                                          | October 2018 Update                                 |

## IoT Coreのシステム要件
発売当時の2015年7月29日に発表した時点のシステム要件。
|              | 32 ビット, 64 ビット                                            |                                                                 |
| ------------ | --------------------------------------------------------------- | --------------------------------------------------------------- |
| プロセッサ   | 400 MHz 以上の x86/x64 プロセッサまたは ARM SoC                 |                                                                 |
| 物理メモリ   | ディスプレイなしは 256 MB 以上 / ディスプレイありは 512 MB 以上 | ディスプレイなしは 256 MB 以上 / ディスプレイありは 512 MB 以上 |
| グラフィック | オプション                                                      |                                                                 |
| ストレージ   | 2 GB 以上                                                       |                                                                 |
| 画面解像度   | 端末のデザインに依存                                            |                                                                 |
| 画面サイズ   | オプション                                                      |                                                                 |

## 沿革

### 年表
2015年
- 2月2日 - Raspberry Pi 2などのシングルボードコンピュータに対応したWindows 10 IoT Coreを無償で提供することが発表された。

2020年
- 10月13日 - Windows 10 IoT Enterprise 2015 LTSBのメインストリーム サポートの終了。
- 11月10日 - Windows 10 IoT Core のサポート終了。

2021年
- 10月12日 - Windows 10 IoT Enterprise 2016 LTSBのメインストリーム サポートの終了。

2025年
- 10月14日 - Windows 10 IoT Enterprise 2015 LTSBの延長サポートの終了（予定）。

2026年
- 10月13日 - Windows 10 IoT Enterprise 2016 LTSBの延長サポートの終了（予定）。

2029年
- 1月9日 - Windows 10 IoT Enterprise 2019 LTSCの延長サポートの終了（予定）。